# Taposiris Magna
Taposiris Magna là một thành phố được thành lập bởi pharaoh Ptolemaios II Philadelphos từ năm 280 đến năm 270 trước Công nguyên. Tên của nó có nghĩa là "lăng mộ của Osiris", mà Plutarchus đồng nhất nó với một ngôi đền Ai Cập trong thành phố.
Sau khi Alexander Đại đế chinh phục Ai Cập vào năm 332 trước Công nguyên và thành lập thành phố của ông (được gọi là Alexandro và sau đó là Alexandria ngày nay), thành phố Taposiris Magna đã trở thành trung tâm tổ chức lễ hội tôn giáo của Khoiak. Năm 1798, sau khi Napoléon đổ bộ vào Ai Cập, ông đã tiến hành khảo sát kiến trúc của thành phố Alexandria và Taposiris Magna.
Sau khi Đế quốc Ottoman chiếm đóng thành phố vào năm 1801, tổng trấn Mohammed Ali của Khedive Ai Cập đã quyết định xây dựng lại thành phố hiện đại Alexandria trên đỉnh đống đổ nát của thành phố cũ. Trong thế kỷ 20, các cuộc khai quật địa điểm này đã được bắt đầu dưới thời tổng trấn hoàng gia Ý, Evaristo Breccia. Calisthenis nói rằng, Alexander Đại đế đã đến thăm thành phố trên đường đến ốc đảo Siwa, điều này mang lại sự đáng tin cậy cho giả thuyết rằng, ắt đã có một thị trấn ở đây vào thời kỳ Hy Lạp hóa.

## Đền thờ và ngọn hải đăng
Trên đỉnh núi Taenia, một lớp đá vôi nhô lên ngăn cách biển với hồ Maerotis, có hai di tích đã được trùng tu một phần vào những năm 1930. Một là ngọn tháp đã được sử dụng để tái thiết ngọn hải đăng Alexandria và cấu trúc còn là tàn tích của đền thờ Osiris, được cho là nơi yên nghỉ cuối cùng của Cleopatra.
Trong một nghiên cứu mang tính học thuật về tháp được tiến hành, người ta kết luận rằng "tháp Abusir" chắc chắn không phải là một ngọn hải đăng hay thậm chí là một tháp canh. Nó có lẽ được xây dựng dưới triều đại Ai Cập thuộc Hy Lạp sau khi Pharos được xây dựng và chỉ còn duy nhất một đài tưởng niệm tang lễ.